# Auf den Spuren der Vergangenheit
Auf den Spuren der Vergangenheit ist ein deutscher Film aus dem Jahre 2005.

## Handlung
Kate, eine Ärztin, bangt um das Leben von Lord Thaddeus. Dieser hat sich vor vielen Jahren mit seinem Sohn David zerstritten. Nun setzt ihm der Gram darüber sehr zu. Kate kann David, der nun einen Buchladen betreibt, finden und will ihn dazu bringen, sich mit seinem Vater zu versöhnen. Durch ihren Charme kann sie ihn davon überzeugen.

## Produktion
Der Film hatte ein Budget von rund 2 Mio. Euro. Der Film wurde in Südengland gedreht.
Er wurde am 30. September 2005 in Das Erste erstausgestrahlt.

## Kritik
TV Spielfilm verlieh dem Film den Pilcher-Orden am Bande und gab Daumen nach unten.